# Oxyopes reticulatus
Oxyopes reticulatus là một loài nhện trong họ Oxyopidae.
Loài này thuộc chi Oxyopes. Oxyopes reticulatus được miêu tả năm 1996 bởi Biswamoy Biswas et al..